# P.H. Ritter jr.

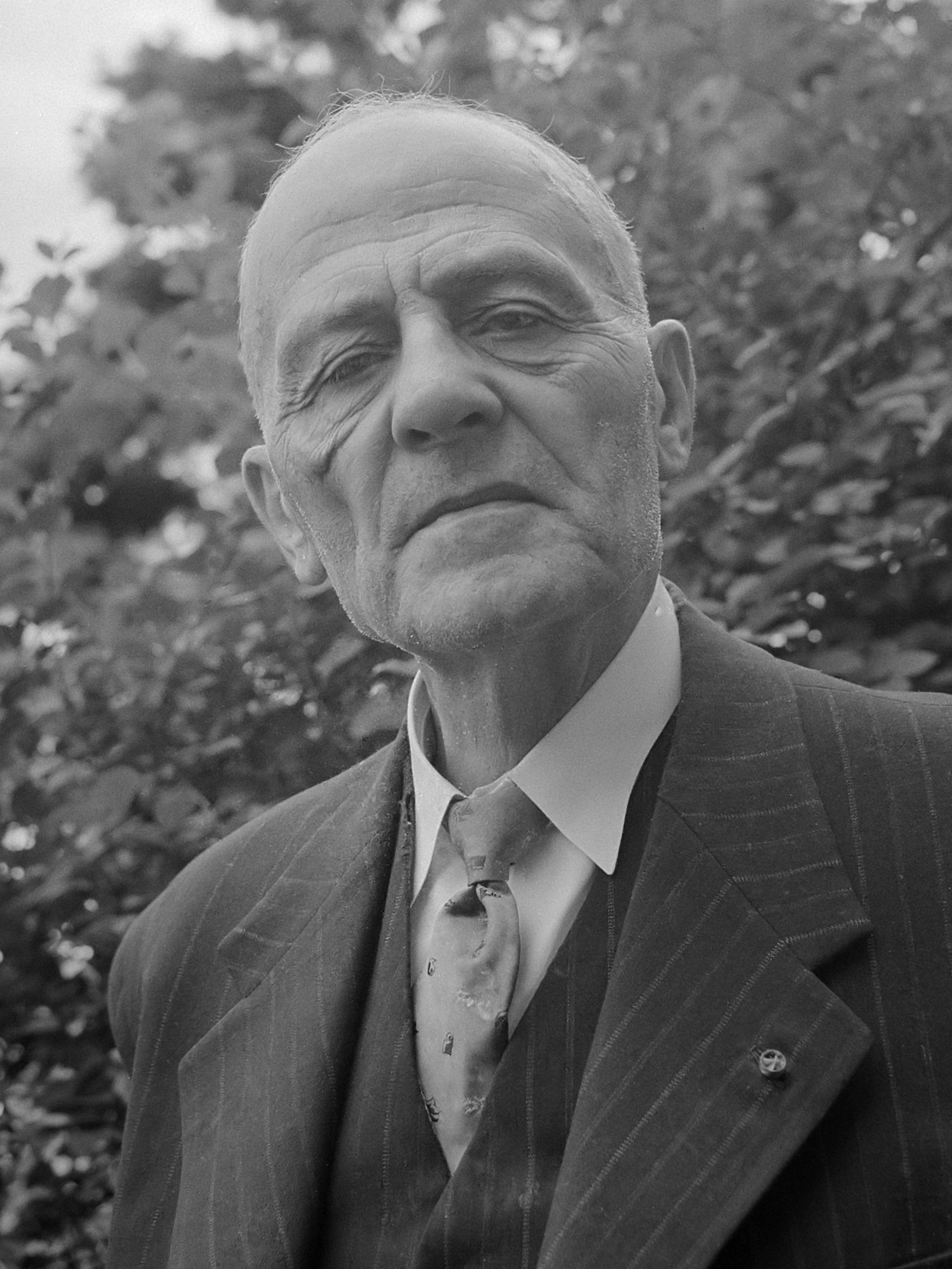
P.H. Ritter jr. (1957)

Pierre Henri Ritter, die publiceerde als dr. P.H. Ritter jr. (Utrecht, 16 augustus 1882 – aldaar, 13 april 1962) was een Nederlandse letterkundige, literatuurcriticus, schrijver, journalist, ambtenaar en radiopresentator.

## Levensloop
Ritter studeerde na zijn gymnasiumtijd rechten aan de universiteit van Amsterdam (tot aan het kandidaatsexamen) en die van Utrecht. In Utrecht promoveerde hij in 1909 op stellingen.

### Ambtenaar
Daarna was Ritter werkzaam bij de overheid. In 1910 werd hij adjunct-commies bij het CBS en in het jaar daarop werd hij adjunct-commies bij het ministerie van Landbouw, Nijverheid en Handel, waar hij nog datzelfde jaar commies werd. G.H. 's-Gravesande (toen nog bekend onder zijn eigenlijke naam, G.H. Pannekoek), die destijds net als Ritter in Voorburg woonde en dagelijks met hem de stoomtram naar Den Haag nam, haalde Ritter ertoe over om een literaire rubriek voor Het Vaderland te schrijven. In 1912 werd hij secretaris van de Mijnraad en in 1916 afdelingschef bij de Provinciale Griffie in Zeeland.

### Journalist
Van 1918 tot 1934 was hij hoofdredacteur van het Utrechtsch (Provinciaal en Stedelijk) Dagblad, van 1935 tot 1937 redacteur van De Groene Amsterdammer. Bij het Utrechtsch Dagblad, waar hij ook de literaire kroniek verzorgde, omringde hij zich met letterkundigen, maar werkte ook samen met de componist Willem Pijper en de kunstcriticus Jos de Gruyter.
Zijn hoofdredactionele werk was geenszins beperkt tot de literatuur. Hij was, als verklaard nationalist, fel tegenstander van 
een verdrag met België uit 1925, dat nauwere samenwerking beoogde en onder meer in een Rijn-Scheldeverbinding zou hebben voorzien. Het verdrag kwam niet door de Eerste Kamer. In 1929 speelde de geruchtmakende "Documentenkwestie": Ritter publiceerde een veronderstelde geheime alliantie tussen Frankrijk en België om Duitsland aan te vallen over Nederlands grondgebied. De opwinding in België zowel als Nederland was zo groot, dat de jaarlijkse voetbalwedstrijd tussen beide nationale elftallen in Antwerpen van 24 maart werd uitgesteld tot 5 mei. De betreffende documenten waren vervalsingen.
Op 3 december 1925 maakte Ritter op uitnodiging van Willem Vogt zijn radiodebuut bij de Hilversumsche Draadlooze Omroep met de causerie 'De betekenis van het boek en de literatuur voor onzen tijd'. Ritter, wiens aanbevelingen doorgaans in milde kritiek waren gevat, was vervolgens van 1928 tot 1957 via de ether te beluisteren, met een onderbreking tijdens de oorlogsjaren.
Hij schreef onder meer in De Nieuwe Gids, maar toen na het overlijden van Willem Kloos De Nieuwe Gids werd gekocht door het Coöperatief Uitgeversbedrijf U. A. te 's-Gravenhage en dr. A.A. Haighton tot de redactie toetrad, verklaarden 28 letterkundigen naar aanleiding daarvan, dat zij niet langer wilden meewerken aan het blad, "daar zij van deze wijzigingen, een belangrijken fascistischen invloed in de leiding van 'De Nieuwe Gids' verwachten". Tot de ondertekenaars behoorden onder anderen: Augusta Peaux, Joannes Reddingius, dr. P.H. Ritter Jr., mr. dr. Benno Stokvis en jhr. dr. Nico van Suchtelen, dr. J.D. Bierens de Haan, Maurits Dekker, Sam Goudsmit en Willem de Mérode. Genoemde Haighton was zeer vermogend en heeft onafgebroken gepoogd met zijn geld invloed uit te oefenen op vele fascistische ondernemingen in die tijd. (De Sumatra Post, 12-8-1938.)

### Oorlog en internering
Op 7 oktober 1940 's nachts om 4 uur werd er door de Sicherheitsdienst aangebeld bij Ritters Utrechtse woning. Ritter (een fel tegenstander van het nationaalsocialisme die zijn overtuiging meermalen in zijn boekbesprekingen had laten doorschemeren) werd met 115 andere bekende Nederlanders als gijzelaar naar het concentratiekamp Buchenwald gedeporteerd. Het was een besluit van Rijkscommissaris Seyss-Inquart als represaille "tegenover de houding der Nederlandse autoriteiten in Indië jegens de aldaar woonachtige Duitsers". Op 9 oktober 1940 kwam de groep te Buchenwald bij Weimar aan. Ritter deelde zijn slaapzaal met onder anderen de Kamerleden Van der Goes van Naters, Drees en Tilanus, de journalist Anton Constandse, de burgemeester van Den Haag S.J.R. de Monchy en de historicus Pieter Geyl.
Meer dan een jaar later, op 15 november 1941, werd het gezelschap uit Buchenwald per trein naar Nederland vervoerd, naar kamp Haaren (het voormalig grootseminarie). Ritter is ook geïnterneerd geweest in Sint-Michielsgestel, waar de letterkundigen Vestdijk en Van Duinkerken tot zijn mede-gegijzelden behoorden.
Op 17 september 1944 kwam er een einde aan de gijzeling: de Duitsers wilden het kamp Vught voor krijgsgevangenen inrichten en lieten de gijzelaars vrij. Ritter schreef later in zijn herinneringen:
Wij hadden slechts tien minuten tijd, het kamp te verlaten, en moesten alles in de steek laten. We zijn onverhoeds vrijgelaten, zonder dat de moffen ons gelegenheid hebben gegeven onze bagage mee te nemen. Op de Ruwenberg beschikte ik over boeken, want de relaties met de groote wetenschappelijke bibliotheken waren vlot. Mijn aanteekeningen en verder materiaal moest ik op den Ruwenberg laten liggen, — er werd ons bij het vertrek geen tijd gegeven iets mee te nemen. Correspondentie heb ik moeten achterlaten.
Hij hervatte zijn boekbesprekingen voor de AVRO-radio op 20 januari 1946 en bleef daarnaast actief als redacteur en medewerker van diverse tijdschriften.
In 1957 nam Ritter afscheid van de AVRO. Na een kortstondig verblijf in het herstellings- en verplegingsoord Unicum in Houten overleed hij vijf jaar later op 79-jarige leeftijd. AVRO-medewerker Jan van Herpen heeft een studie gepubliceerd van Ritters radiowerk en de uitgave van een groot deel van diens zeer omvangrijke literaire correspondentie verzorgd. Begin 2009 kwam Van Herpens documentaire biografie van Ritter vrij toegankelijk op internet beschikbaar.

## Literaire carrière

### Eigen werk
Als gymnasiast schreef de jonge Pierre zijn eerste novelle, en die kwam in handen van Lodewijk van Deyssel, die goedkeurend reageerde, en een ander stuk van Ritter opnam in zijn blad De XXe Eeuw. Daarop ging de scholier op bezoek bij de beroemde literator, en maakte een moeilijk uurtje door:
Van Deyssel zonk met een vormelijke traagheid neer in een van de armstoelen en wees mij een andere. Het was een angstwekkende taak een gesprek te beginnen, want de meester zweeg. En ik zat daar, met mijn knieën tegen elkander en had mijn bezoek te rechtvaardigen. Ik stamelde woorden van dankbaarheid over zijn belangstelling in mijn werk en toen maakte hij een conversatie mogelijk, door zijn waardering voor mijn bescheiden geschriften te herhalen. Daarna woog weer de stilte.
De sfeer klaarde pas op toen Ritter een nieuwe pennenvrucht liet zien, waarover een technische discussie ontstond.
Tussen 1903 en 1910 verscheen proza van zijn hand in de stijl van Van Deyssel in De XXe Eeuw. Dat was ook de tijd dat Adriaan Roland Holst in het blad debuteerde; in het decembernummer van 1908 zijn zowel Holsts eerste gedichten te vinden als kritisch proza van Ritter. Dit vroege werk is gebundeld onder het pseudoniem "Rudolf Atele" gebundeld in Kleine Prozastukken (1911). Later publiceerde Ritter dit werk onder eigen naam, maar ter onderscheiding van zijn vader (Pierre Henri Ritter (1851-1913), predikant, later hoofdredacteur van het Amsterdamse dagblad Het Nieuws van den Dag en hoogleraar wijsbegeerte) plaatste hij er 'jr.' achter.
Inmiddels was in 1905 de Vereeniging van Letterkundigen opgericht, en Ritter behoorde tot de leden van het eerste uur. Hij ontmoette er Herman Robbers, die hem de gelegenheid bood in Elsevier's Geïllustreerd Maandschrift te publiceren. Daarin verschenen zijn Zeeuwsche mijmeringen, teksten in een proza dat schildert met woorden, vol is van de bijvoeglijke naamwoorden, en nog steeds (de boekpublicatie is van 1919) de invloed van de Tachtigers verraadt:
Zie in de kleine straatjes, die van de haven de diepte indalen, heeft ieder huisje zijn roode spitse topgevel en dat golven van gevelen gaat door het hart van de stad, waar de trapgevels rijzen en boven hen uit de bewegelijke spits van den stadhuistoren met zijn kleine verbreedingen als kluwens van touw om den top gewonden en met zijn ijlenden Neptunus, hoog bij den hemel waar de winden waaien die komen en gaan van zee naar zee.
Wat Ritter zelf "de Zola-cultus van Van Deyssel" noemt, komt ook hier tot uiting in deze "rustige opeenstapeling van details" in zijn eigen proza.
Ritters literaire productie was vooral van didactische betekenis. Dit geldt ook voor zijn fictie, die in zijn periode als redacteur op de achtergrond raakte.

### Popularisator

#### Kritieken en standpunten
Het accent kwam nu te liggen op journalistiek en beschouwend werk: hij was criticus voor de krant en voor enkele literaire tijdschriften, en auteur van handleidingen voor welsprekendheid en redactionele vaardigheid. Ondertussen gaf hij ook cursussen aan de Volksuniversiteit en lezingen voor de Maatschappij tot Nut van 't Algemeen. Zijn uitgangspunten waren nog steeds gebaseerd op die van de Tachtigers, en bij de vorm-of-ventdiscussie die in de jaren dertig woedde, koos hij voor de vorm van het literaire werk. Dit bracht hem lijnrecht tegenover de groep van Forum, die juist de persoonlijke waarden, de vent, belangrijker vond. Felle polemieken met Marsman waren het gevolg, en de woordenstrijd werd ook aan huis uitgevochten:
En zo heb ik herinneringen aan een onvergetelijke vriendschap, die was opgebouwd uit vijandige motieven. Wij zijn lange avonden samen geweest onder een goed glas wijn, avonden, waarin wij elkaar de huid vol hebben gescholden en tegelijk genoten van de verdieping der problemen. Wij scheidden, laat in de nacht, met een laaiende haat en met een hartelijke handdruk.
Toen Dirk Coster het zwarte schaap werd van Forum, en toen zijn carrière werd gebroken door Du Perrons Uren met Dirk Coster, bleef Ritter met waardering over Coster spreken. Inmiddels was hij ook al langdurig bevriend met Carel Gerretson, onder wiens invloed Ritters jeugdige socialistische voorkeuren waren omgebogen naar een conservatiever liberalisme, zonder dat Ritters sociale instelling daardoor teloorging. Het was Ritter die Gerretson aan zijn dichterspseudoniem Geerten Gossaert hielp.

#### Radio
Ware pioniersarbeid verrichtte Ritter met zijn wekelijkse boekenrubriek voor de AVRO en in die zin is hij van grote betekenis geweest voor de popularisering van de literatuur. Zijn glorietijd waren de jaren dertig; doordat er nog geen televisie bestond, was de radio het massacommunicatiemiddel bij uitstek. Daarbij kwam dat de ogenschijnlijk onvermoeibare Ritter nog in tal van bladen publiceerde.
In de radio-uitzendingen kwamen al dan niet in samenspraak met Ritter ook anderen aan het woord. Zijn grote voorbeeld Herman Robbers sprak zelfs 27 maal in een uitzending. Het aantal uitzendingen was enorm; het liep tegen de 2000.
Doorgaans was zijn kritiek mild, en daarmee had hij ook welbewuste bedoelingen: in de eerste plaats wilde hij de literatuur ingang doen vinden bij het publiek; afwijzende besprekingen zouden maar averechts werken. De besproken literatuur was de eigentijdse.
Maar Ritter was ook in staat tot negatieve kritiek; zoals toen hij iemand beschreef als "de schrijver van enige, niet geheel onverdienstelijke romans". In zijn naoorlogse jaren bleef hij de jonge schrijversgeneratie volgen. Over De diamant (1954) van de jeugdige Harry Mulisch oordeelde hij voor de AVRO-radio:
Dit is een boek, dat aan het eerste vereiste beantwoordt der literatuur: dat het, lang nadat wij het gelezen hebben, nog voor ons zichtbaar blijft. Wij vergeten het niet.
Ritter was inmiddels zelf een man op leeftijd. Een foto uit 1953 toont hem, met twee mede-leden van de Wereld-Bibliotheek Vereniging, na de vergadering gezeten op een bankje in de tuin van het Muiderslot; de muur achter het drietal is met klimop begroeid, Dr. Ritter, met gleufhoed en streepjesbroek, steunt op zijn wandelstok.
In 1957, toen Ritter 75 jaar werd, vond de AVRO het tijd de programmareeks over te dragen aan zijn opvolger. Ritter werd gehuldigd, hetgeen niet wegnam dat hij de volgende maandag (de boekenuitzendingen vonden altijd op zondag plaats) in zijn woonplaats Utrecht werd waargenomen, in het restaurant van hotel Pays-Bas, waar hij zich bitter beklaagde over "die barbaren van de Avro".

#### Boekenweekgeschenk
In 1956 was het boekenweekgeschenk van de hand van Dr. P.H. Ritter jr. Ontmoetingen met schrijvers. Figuren der oude en midden-generatie verscheen in een oplage van 142.000 exemplaren (gebruikelijk voor een boekenweekgeschenk in die dagen), en was een aanzienlijk succes. Na jaren waarin het geschenk steeds een novelle was geweest, bleek het publiek belang te stellen in verhalen over schrijvers, zeker als ze in de aansprekende stijl van de bekende popularisator waren geschreven.

### Criticus
Is Ritter vooral bekend geworden om zijn anekdotische besprekingen, hij publiceerde ook kritieken die voor een minder breed publiek bedoeld waren, en een diepgaander analyse en interpretatie bieden dan zijn populairder werk. Een voorbeeld is zijn essay "Aantekeningen over de stijl van Louis Couperus", waarin hij tracht door te dringen in de stijl, de retoriek en de effecten die het proza van de grote romancier kenmerken:
Men heeft, om tot begrip van Couperus' stylwezen [sic] te komen dus te letten op het element der herhaling, hetzij door het wederom bezigen van dezelfde woorden, hetzij door een keuze van synoniemen voor dezelfde inhoud; men heeft acht te slaan op hetgeen wij zijn statische volzinnen noemden en men heeft te letten op zijn woordschikking en zijn accent.
De populaire anekdote maakt hier plaats voor de literair-kritische techniek van de close reading.

### Kritiek op de criticus
Na de dood van Ritter zei de uitgever Geert van Oorschot over hem:"Hij was eigenlijk heel intelligent, maar corrupt tot in zijn nieren".

## Selectie uit het werk

### Proza
- 1911 - Kleine prozastukken (onder het pseudoniem Rudolf Atele). Krimpen a/d Lek: Meindert Boogaerdt.
- 1923 - De ijlende reis. Verhalen. Bussum: Van Dishoeck.
- 1923 - Karakters. Amsterdam: Querido.
- 1924 - Het gracieus avontuur. Amsterdam: Querido.
- 1926 - Het verwijt. Roman. Edam: De Klyne Librye.
- 1926 - Een week minister, of de glorierijke dagen der rapalje-partij. Roman. Utrecht: Bruna.
- 1928 - De derde. Een kleine roman. Laren (Gooiland): Schoonderbeek.
- 1930 - Het gobelijn der dagelijksche vreugden. Verhalen. Amsterdam: Van Kampen.
- 1931 - Vertrapten. Amsterdam: Andries Blitz.
- 1931 - Momenten. Amsterdam: Nederlandsche Keurboekerij.
- 1934 - Woeker. Een roman uit het ambtenaarsleven. 's-Gravenhage: Daamen.
- 1934 - Het welkom schandaal. Roman. Amsterdam: Van Kampen.
- 1935 - De luchtheld. Utrecht: Bruna
- 1935 - Kain en Abel: roman. Amsterdam: Scheltens & Giltay.
- 1936 - De goede herder. Roman. Amsterdam: Scheltens & Giltay.
- 1938 - Vredenhof. Roman. Amsterdam: Scheltens & Giltay.
- 1939 - De hoorn der Schelde. Utrecht: Het Spectrum.
- 1950 - Hemeltje-blauw. Novelle. Baarn: De Boekerij.
- 1954 - Het welkom schandaal. Amsterdam: Wereldbibliotheek.

### Beschouwend werk
- 1912 - Lodewijk van Deyssel. Biografie. Haarlem: Tjeenk Willink.
- 1915 - Schoonheidswetgeving. Pro: P.H. Ritter Jr.; contra: G. Seret. Baarn: Hollandia-Drukkerij.
- 1917 - Buitenlandsche paspoorten. Actueele vaarschriften. Met medew. van J. Crucq. Alphen: N. Samsom.
- 1919 - Een leven van kleur en gratie. Causerie over vrouwenfiguren uit het Fransch gezelschapsleven in vroegere eeuwen. Rotterdam: "De Maasstad".
- 1919 - Zeeuwsche mijmeringen. Bussum: Van Dishoeck.
- 1921 - De kunst van het reizen. Arnhem: Van Loghum Slaterus en Visser.
- 1921 - Het land van wind en water. Bussum: Van Dishoeck.
- 1922 - De legende van het juweel. Essay. Amsterdam: Querido.
- 1925 - Het huis eener kunstenares (Ina Boudier-Bakker)Amsterdam: Querido.
- 1926 - De sociale beteekenis van de amusements-literatuur. Zeist: Ruys.
- 1928 - De kritische reis. Essays. Amsterdam: Holland.
- 1928 - De apologie van den misdadiger. Utrecht: De Gemeenschap
- 1930 - Journalistieke geheimen. Amsterdam: Nederlandsche Keurboekerij.
- 1931 - De donkere poort: een boek, behelzende tal van persoonlijke herinneringen van vooraanstaande mannen, stemmingsbeelden, indrukken, beschouwingen, belangrijke en onbelangrijke gebeurtenissen, verhalen en anecdoten over Nederland in de jaren 1914-1918 Eerste deel; Tweede deel. 's-Gravenhage: Daamen.
- 1931 - De courant. Haar opbouw en beteekenis; W. Stead. Groningen: Noordhoff.
- 1931 - De kruising der tijden. Zeist: Ruys.
- 1931 - De vertelster weerspiegeld. Leven en werken van Ina Boudier-Bakker. Amsterdam: Nederlandsche Keurboekerij.
- 1931 - Tien jaren reclame-adviseur. Rotterdam: Knol. 1 april 1921-1931
- 1933 - Kameraadschapshuwelijk. Baarn: Hollandia. Pro: W. Wijnaendts Francken-Dyserinck ; contra: P.H. Ritter Jr.
- 1933 - De drang der zinnen in onzen tijd. Amsterdam: Scheltens & Giltay.
- 1933 - Het sollicitatie-gesprek. Het persoonlijk contact bij de opbouw van Uw carrière. Den Haag: Maandblad "Succes".
- 1934 - De nieuwe spelling.
- 1934 - Over Mussert. Baarn: Hollandia.
- 1934 - Over Wijnkoop. Baarn: Hollandia.
- 1934 - Middelburg. Amsterdam: Alta.
- 1935 - Nederlands roem in het verleden en heden. 's-Gravenhage: Daamen
- 1936 - Over lezen en schrijven. Fragmenten van Nederlandsche schrijvers. Amsterdam: Wereldbibliotheekvereeniging.
- 1936 - Over Joh. de Heer. Baarn: Hollandia.
- 1937 - Feest in Hollands huis. Nijkerk: G.F. Callenbach.
- 1938 - Veertig jaren. Amsterdam: Vroom en Dreesman. Omslagtitel: Regeering-jubileum Koningin Wilhelmina, 1898-1938.
- 1938 - Wisselend getij. Veertig jaren Nederlandsch cultuurleven in vogelvlucht. 1898-1938. Nijkerk: Callenbach.
- 1938 - De zwerver met de tooverfluit. De levensroman van Hans Christiaan Andersen. Utrecht: De Haan.
- 1938 - Moeder en kind. Nijkerk: Callenbach.
- 1939 - Een kapper over een professor. Nijkerk: G.F. Callenbach. Biografie van Nicolaas Beets. Nijkerk: G.F. Callenbach.
- 1940 - Wie zijn de drie mannen van de Nederlandsche Unie?. Baarn: Hollandia Drukkerij. Bevat biografieën van Jan de Quay, Hans Linthorst Homan en Louis Einthoven.
- 1946 - Pater Henri de Greeve. Baarn: Hollandia.
- 1948 - Vertoog en ontboezeming: verzameld essayistisch proza, ingeleid door Anton van Duinkerken met een bibliografie door G.H. 's-Gravesande. Utrecht: Bruna.
- 1949 - Johann Wolfgang Goethe. Wij herdenken Duitslands grootste dichter. Lelystad: Stichting IVIO
- 1956 - Ontmoetingen met schrijvers. Boekenweekgeschenk.

### Handleidingen
- 1926 - De lusten en lasten der redeneerkunst. Amsterdam: Querido.
- 1932 - De kunst van het schrijven. Leiden: Handelswetenschappelijke Bibliotheek.
- 1933 - Het sollicitatie-gesprek. Den Haag: Maandblad Succes.
- 1936 - De lusten en lasten der redeneerkunst. Amsterdam: Querido.
- 19?? - Het woord voeren. Den Haag: Maandblad Succes.
- 19?? - Een vergadering leiden. Den Haag: Maandblad Succes.
- 1939 - 'De ambtelijke taal'. In: Het orkest der overheid: ambtenaren op hun post, p. 97-125. Alphen aan den Rijn: Samson.
- 1940 - Van stamelaar tot redenaar. Utrecht: Bijleveld.

### Proefschrift
- 1909 - Stellingen ter verkrijging van den graad van doctor in de rechtswetenschap. Utrecht: Den Boer.

### Briefwisseling
- 1985 - Onze fatale geboortestad: de briefwisseling met C.C.S. Crone.
- 1985 - Hij droeg de zee en de verte aan zich mee: de briefwisseling Dr. P.H. Ritter Jr. - J.J. Slauerhoff (1930-1936), bezorgd en van aantekeningen voorzien door Jan. J. van Herpen. Utrecht, Hes. ISBN 90-6194-484-8.
- 1986 - Een toegenegen vriend, al ben ik wellicht lastig: de briefwisseling Dr. P.H. Ritter Jr. - Herman de Man aangevuld met andere brieven en documenten (1928-1946), bezorgd en van aantekeningen voorzien door Jan. J. van Herpen. Utrecht, Bibliotheek der Rijksuniversiteit/Hes. ISBN 90-6194-136-9.
- 1986 - De oude heer in Den Haag: de briefwisseling Dr. P.H. Ritter Jr. - Willem en Jeanne Kloos (1916-1949), bezorgd en van aantekeningen voorzien door Jan. J. van Herpen, met een nawoord door Harry G.M. Prick. Utrecht, Bibliotheek der Rijksuniversiteit/Hes. ISBN 90-6194-435-X.
- 1987 - De meest Delftse Delftenaar: de briefwisseling Dr. P.H. Ritter Jr. - Dirk Coster (1920-1956), bezorgd en van aantekeningen voorzien door Jan. J. van Herpen, met een nawoord van Theun de Vries. Utrecht, Bibliotheek der Rijksuniversiteit/Hes. ISBN 90-6194-216-0.
- 1988 - De markies onzer letteren: de briefwisseling Dr. P.H. Ritter Jr. - Lodewijk van Deyssel (1902-1951), bezorgd en van aantekeningen voorzien door Jan. J. van Herpen. Utrecht, Bibliotheek der Rijksuniversiteit/Hes. ISBN 90-6194-117-2.
- 1991 - Een schrijver in geen perkje passend: de briefwisseling Dr. P.H. Ritter Jr. - Jan Greshoff (1910-1953), bezorgd en van aantekeningen voorzien door Jan. J. van Herpen, met een nawoord van Pierre H. Dubois. Leiden, Dimensie. ISBN 90-6412-088-9.
- 1992 - Een geest die iets te zeggen had: de briefwisseling Dr. P.H. Ritter Jr. - Frans Coenen (1916-1936), bezorgd en van aantekeningen voorzien door Jan. J. van Herpen. Leiden, Dimensie. ISBN 90-6412-094-3.
- 2000 - Een kunstgevoelig man: de briefwisseling Dr. P.H. Ritter Jr. - Herman Robbers (1905-1935), bezorgd en van aantekeningen voorzien door Jan. J. van Herpen. Hilversum, Flanor. ISBN 90-76911-01-0.
- 2001 - Gastheer van de kunst: de briefwisseling Dr. P.H. Ritter Jr. - Frans Mijnssen (1904-1951), bezorgd en van aantekeningen voorzien door Jan. J. van Herpen. Hilversum, Flanor. ISBN 90-76911-03-7.
- 2002 - Een waarlijk zeer markante geest: de briefwisseling Dr. P.H. Ritter Jr. - Menno ter Braak (1930-1936), bezorgd en van aantekeningen voorzien door Jan. J. van Herpen. Hilversum, Flanor. ISBN 90-76911-10-X.
- 2002 - Een zich over het leven verwonderende vrouw: de briefwisseling Dr. P.H. Ritter Jr. - Clare Lennart (1933-1960), bezorgd en van aantekeningen voorzien door Jan. J. van Herpen. Hilversum, Flanor. ISBN 90-76911-07-X.
- 2002 - Het leven een raadsel: de briefwisseling Dr. P.H. Ritter Jr. - Eva Raedt-de Canter (1931-1938), bezorgd en van aantekeningen voorzien door Jan. J. van Herpen. Nijmegen, Flanor. ISBN 90-73202-50-7.
- 2003 - Brieven van Brodeck: de briefwisseling Dr. P.H. Ritter Jr. - Rein van Genderen Stort (1905-1940), bezorgd en van aantekeningen voorzien door Jan. J. van Herpen. Hilversum, Flanor. ISBN 90-76911-12-6.